# Парламентские выборы в Италии (1929)
Всеобщие парламентские выборы в Италии 1929 года прошли 6 апреля. На них были выбраны 535 членов Палаты депутатов Королевства Италия. К моменту проведения выборов ситуация в Италии резко изменилась. Все политические партии, за исключением правящей Национальной фашистской, были запрещены в 1926 году. После парламентской реформы 1928 года выборы прошли в форме плебисцита, в ходе которого избирателям было предложено проголосовать за или против списка кандидатов единственной партии, Национальной фашистской. В случае если большинство участников голосования отказались бы утвердить список, предложенный Большим фашистским советом, должно было состояться повторное голосование по другому списку.
Процедура голосования была составлена так, что избиратели не могли быть абсолютно уверены в соблюдении тайны голосования, хотя формально закон гарантировал конфиденциальность. Неудивительно, что список кандидатов Большого фашистского совета одобрили 98,43 % избирателей.
Несмотря на то, что выборы 1929 года стали первыми в истории Италии в которых могли голосовать женщины, количество имевших право голоса не увеличилось, а наоборот, уменьшилось, до 9 638 859 человек, при том, что население Италии на тот момент превышало 40 млн. Причиной этого стало то, что к участию в выборах были допущены только члены профсоюзов или отраслевых ассоциаций, лица находящиеся на действительной службе в вооружённых силах, а также священнослужители. В голосовании приняли участие 8 661 820 человек, таким образом явка составила 89,86 %, что было примерно на 40 % больше чем на предыдущых выборах.

## Результаты выборов
|                             |                                |           |        |               |  |  |  |
| Партия                      | Партия                         | Голосов   | %      | Мест получено |  |  |  |
|                             | Национальная фашистская партия | 8 517 838 | 98,43  | 400           |  |  |  |
| Против                      | Против                         | 135 773   | 1,57   |               |  |  |  |
| Всего                       | Всего                          | 8 653 611 | 100,00 | 400           |  |  |  |
|                             |                                |           |        |               |  |  |  |
| Действительных бюллетеней   | Действительных бюллетеней      | 8 653 611 | 99,91  |               |  |  |  |
| Недействительных бюллетеней | Недействительных бюллетеней    | 8209      | 0,09   |               |  |  |  |
| Всего бюллетеней            | Всего бюллетеней               | 8 661 820 | 100,00 |               |  |  |  |
| Явка избирателей            | Явка избирателей               | 9 638 859 | 89,86  |               |  |  |  |
| Источник:Direct Democracy   |                                |           |        |               |  |  |  |